# Danh sách đơn vị hành chính cấp hương của Bắc Kinh

## Bắc Kinh
| Thành phố trực thuộc Trung ương Bắc Kinh quản lí trực tiếp 16 đơn vị hành chính cấp huyện, toàn bộ đều là quận. Các quận này được chia thành 333 đơn vị hành chính cấp hương, bao gồm 150 nhai đạo, 61 địa khu biện sự xứ, 107 trấn, 12 hương và 3 hương dân tộc. | |
| Đông Thành | Nhai đạo |
| Đông Thành | Đông Hoa Môn, Cảnh Sơn, Giao Đạo Khẩu, An Định Môn, Bắc Tân Kiều, Đông Tứ, Triều Dương Môn, Kiến Quốc Môn, Đông Trực Môn, Hòa Bình Lý, Tiền Môn, Sùng Văn Môn Ngoại, Đông Hoa Thị, Long Đàm, Thể Dục Quán Lộ, Thiên Đàn, Vĩnh Định Môn Ngoại                                                                     |
| Tây Thành | Nhai đạo |
| Tây Thành | Tây Trường An Nhai, Tân Nhai Khẩu, Nguyệt Đàn, Triển Lãm Lộ, Đức Thắng, Kim Dung Nhai, Thập Sát Hải, Đại Sách Lan, Thiên Kiều, Xuân Thụ, Đào Nhiên Đình, Quảng An Môn Nội, Ngưu Nhai, Bạch Chỉ Phường, Quảng An Môn Ngoại                                                                                        |
| Triều Dương | Nhai đạo |
| Triều Dương | Kiến Ngoại, Triều Ngoại, Hô Gia Lâu, Tam Lý Truân, Tả Gia Trang, Hương Hà Viên, Hòa Bình Nhai, An Trinh, Á Vận Thôn, Tiểu Quan, Tửu Tiên Kiều, Mạch Tử Điếm, Đoàn Kết Hồ, Lục Lý Truân, Bát Lý Trang, Song Tỉnh, Kình Tùng, Phan Gia Viên, Phạt Đầu, Đại Truân, Vọng Kinh, Áo Vận Thôn, Đông Hồ, Thủ Đô Cơ Tràng |
| Triều Dương | Địa khu biện sự xứ |
| Triều Dương | Nam Ma Phòng, Cao Bi Điếm, Tương Đài, Thái Dương Cung, Tiểu Hồng Môn, Thập Bát Lý Điếm, Bình Phòng, Đông Phong, Lai Quảng Doanh, Thường Doanh, Tam Gian Phòng, Quản Trang, Kim Trản, Tôn Hà, Thôi Các Trang, Đông Bá, Hắc Trang Hộ, Đậu Các Trang, Vương Tứ Doanh                                                |
| Phong Đài | Nhai đạo |
| Phong Đài | Hữu An Môn, Thái Bình Kiều, Tây La Viên, Đại Hồng Môn, Nam Uyển, Đông Cao Địa, Đông Thiết Tượng Doanh, Lư Câu Kiều, Phong Đài, Tân Thôn, Trường Tân Điếm, Vân Cương, Mã Gia Bảo, Hòa Nghĩa |
| Phong Đài | Địa khu biện sự xứ |
| Phong Đài | Phương Trang, Uyển Bình Thành, Lư Câu Kiều, Hoa Hương, Nam Uyển |
| Phong Đài | Trấn |
| Phong Đài | Trường Tân Điếm, Vương Tá |
| Thạch Cảnh Sơn | Nhai đạo |
| Thạch Cảnh Sơn | Bát Bảo Sơn, Lão Sơn, Bát Giác, Cổ Thành, Bình Quả Viên, Kim Đỉnh Nhai, Quảng Ninh, Ngũ Lý Đà, Lỗ Cốc |
| Hải Điến | Nhai đạo |
| Hải Điến | Vạn Thọ Lộ, Vĩnh Định Lộ, Dương Phường Điếm, Cam Gia Khẩu, Bát Lý Trang, Tử Trúc Viện, Bắc Hạ Quan, Bắc Thái Bình Trang, Học Viện Lộ, Trung Quan Thôn, Hải Điến, Thanh Long Kiều, Thanh Hoa Viên, Yến Viên, Hương Sơn, Thanh Hà, Hoa Viên Lộ, Tây Tam Kỳ, Mã Liên Oa, Điền Thôn Lộ, Thượng Địa, Thự Quang        |
| Hải Điến | Địa khu biện sự xứ |
| Hải Điến | Vạn Liễu, Đông Thăng, Ôn Tuyền, Tứ Quý Thanh, Tây Bắc Vượng, Tô Gia Đà, Thượng Trang |
| Môn Đầu Câu | Nhai đạo |
| Môn Đầu Câu | Đại Dục, Thành Tử, Đông Tân Phòng, Đại Đài |
| Môn Đầu Câu | Địa khu biện sự xứ |
| Môn Đầu Câu | Vương Bình, Vĩnh Định, Long Tuyền |
| Môn Đầu Câu | Trấn |
| Môn Đầu Câu | Đàm Chá Tự, Quân Trang, Nhạn Sí, Trai Đường, Thanh Thủy, Diệu Phong Sơn |
| Phòng Sơn | Nhai đạo |
| Phòng Sơn | Thành Quan, Tân Trấn, Hướng Dương, Đông Phong, Nghênh Phong, Tinh Thành, Củng Thần, Tây Lộ |
| Phòng Sơn | Địa khu biện sự xứ |
| Phòng Sơn | Lương Hương, Chu Khẩu Điếm, Lưu Ly Hà |
| Phòng Sơn | Trấn |
| Phòng Sơn | Diêm Thôn, Đậu Điếm, Thạch Lâu, Trường Dương, Hà Bắc, Trường Câu, Đại Thạch Oa, Trương Phường, Thập Độ, Thanh Long Hồ, Hàn Thôn Hà |
| Phòng Sơn | Hương |
| Phòng Sơn | Hà Vân Lĩnh, Nam Diếu, Phật Tử Trang, Đại An Sơn, Sử Gia Doanh, Bồ Oa |
| Thông Châu | Nhai đạo |
| Thông Châu | Trung Thương, Tân Hoa, Bắc Uyển, Ngọc Kiều, Lộ Nguyên, Thông Vận |
| Thông Châu | Trấn |
| Thông Châu | Tống Trang, Trương Gia Loan, Quách Huyện, Mã Câu Kiều, Tây Tập, Đài Hồ, Vĩnh Nhạc Điếm, Lộ Thành, Vĩnh Thuận, Lê Viên |
| Thông Châu | Hương dân tộc |
| Thông Châu | Vụ Gia Vụ |
| Thuận Nghĩa | Nhai đạo |
| Thuận Nghĩa | Thắng Lợi, Quang Minh, Thạch Viên, Không Cảng, Song Phong, Vượng Tuyền |
| Thuận Nghĩa | Địa khu biện sự xứ |
| Thuận Nghĩa | Nhân Hòa, Hậu Sa Dục, Thiên Trúc, Dương Trấn, Ngưu Lan Sơn, Nam Pháp Tín, Mã Pha |
| Thuận Nghĩa | Trấn |
| Thuận Nghĩa | Cao Lệ Doanh, Lý Kiều, Lý Toại, Nam Thải, Bắc Vụ, Đại Tôn Các Trang, Trương, Long Loan Truân, Mộc Lâm, Bắc Tiểu Doanh, Bắc Thạch Tào, Triệu Toàn Doanh |
| Xương Bình | Nhai đạo |
| Xương Bình | Thành Bắc, Thành Nam, Thiên Thông Uyển Bắc, Thiên Thông Uyển Nam, Hắc Doanh, Hồi Long Quan, Long Trạch Viên, Sử Các Trang |
| Xương Bình | Địa khu biện sự xứ |
| Xương Bình | Nam Khẩu, Mã Trì Khẩu, Sa Hà, Đông Tiểu Khẩu |
| Xương Bình | Trấn |
| Xương Bình | Dương Phường, Tiểu Thang Sơn, Nam Thiệu, Thôi Thôn, Bách Thiện, Bắc Thất Gia, Hưng Thọ, Lưu Thôn, Thập Tam Lăng, Diên Thọ |
| Đại Hưng | Nhai đạo |
| Đại Hưng | Hưng Phong, Lâm Giáo Lộ, Thanh Nguyên, Quan Âm Tự, Thiên Cung Viện, Cao Mễ Điếm, Vinh Hoa, Bác Hưng |
| Đại Hưng | Địa khu biện sự xứ |
| Đại Hưng | Diệc Trang, Hoàng Thôn, Cựu Cung, Tây Hồng Môn, Doanh Hải |
| Đại Hưng | Trấn |
| Đại Hưng | Thanh Vân Điếm, Thải Dục, An Định, Lễ Hiền, Du Phạt, Bàng Các Trang, Bắc Tang Thôn, Ngụy Thiện Trang, Trường Tử Doanh |
| Hoài Nhu | Nhai đạo |
| Hoài Nhu | Tuyền Hà, Long Sơn |
| Hoài Nhu | Địa khu biện sự xứ |
| Hoài Nhu | Hoài Nhu, Nhạn Tê, Miếu Thành |
| Hoài Nhu | Trấn |
| Hoài Nhu | Bắc Phòng, Dương Tống, Kiều Tử, Hoài Bắc, Thang Hà Khẩu, Bột Hải, Cửu Độ Hà, Lưu Ly Miếu, Bảo Sơn |
| Hoài Nhu | Hương dân tộc |
| Hoài Nhu | Trường Tiếu Doanh, Lạt Bá Câu Môn |
| Bình Cốc | Nhai đạo |
| Bình Cốc | Tân Hà, Hưng Cốc |
| Bình Cốc | Địa khu biện sự xứ |
| Bình Cốc | Ngư Dương, Dục Khẩu, Mã Phường, Kim Hải Hồ |
| Bình Cốc | Trấn |
| Bình Cốc | Đông Cao Thôn, Sơn Đông Trang, Nam Độc Nhạc Hà, Đại Hoa Sơn, Hạ Các Trang, Mã Xương Doanh, Vương Tân Trang, Đại Hưng Trang, Lưu Gia Điếm, Trấn La Doanh |
| Bình Cốc | Hương |
| Bình Cốc | Hoàng Tùng Dục, Hùng Nhi Trại |
| Mật Vân | Nhai đạo |
| Mật Vân | Cổ Lâu, Quả Viên |
| Mật Vân | Địa khu biện sự xứ |
| Mật Vân | Đàn Doanh |
| Mật Vân | Trấn |
| Mật Vân | Mật Vân, Khê Ông Trang, Tây Điền Các Trang, Thập Lý Bảo, Hà Nam Trại, Cự Các Trang, Mục Gia Dục, Thái Sư Truân, Cao Lĩnh, Bất Lão Truân, Phùng Gia Dục, Cổ Bắc Khẩu, Đại Thành Tử, Đông Thiệu Cừ, Bắc Trang, Tân Thành Tử, Thạch Thành                                                                           |
| Diên Khánh | Nhai đạo |
| Diên Khánh | Bách Tuyền, Hương Thủy Viên, Nho Lâm |
| Diên Khánh | Trấn |
| Diên Khánh | Diên Khánh, Khang Trang, Bát Đạt Lĩnh, Vĩnh Ninh, Cựu Huyện, Trương Sơn Doanh, Tứ Hải, Thiên Gia Điếm, Thẩm Gia Doanh, Đại Du Thụ, Tỉnh Trang |
| Diên Khánh | Hương |
| Diên Khánh | Đại Trang Khoa, Lưu Bân Bảo, Hương Doanh, Trân Châu Tuyền |